# Mithridates I của Parthia
Mithridates I (còn được viết là Mithradates I hoặc Mihrdad I; tiếng Parthia: 𐭌𐭄𐭓𐭃𐭕 Mihrdāt), hay còn được biết đến với tên gọi Mithridates I Đại đế, là vua của đế quốc Parthia, cai trị từ năm 171 đến 132 TCN. Dưới triều đại của mình, thông qua những cuộc chinh phạt, ông đã biến Parthia đã biến từ một quốc gia phên dậu của vương quốc Seleukos thành một thế lực chính trị lớn ở Phương Đông cổ đại. Ban đầu, ông chiếm các xứ Aria, Margiana và tây Bactria từ người Hy Lạp-Bactria vào thời điểm nào đó trong khoảng thời gian 163–155 TCN. Tiếp đến ông đã tiến hành chiến tranh với vương quốc Seleukos, chinh phục hai xứ Media và Atropatene vào năm 148/7 TCN. Năm 141 TCN, ông sáp nhập khu vực Lưỡng Hà và đã tổ chức một buổi lễ đăng quang chính thức ở Seleucia. Không lâu sau đó, hai tiểu quốc là Elymais và Characene đã trở thành chư hầu của Parthia. Vào k. 140 TCN, trong lúc Mithridates đang phải bận bịu giao tranh với người Saka du mục ở phía đông, vua nhà Seleukos là Demetrios II Nikator khởi binh tấn công Parthia nhằm lấy lại những lãnh thổ đã mất. Dù giành được những thành công ban đầu, Demetrios đã bị đánh bại và bắt sống vào năm 138 TCN, rồi bị áp giải tới cung điện của Mithridates I ở Hyrcania không lâu sau đó. Mithridates I đã trừng phạt vương quốc Elymais vì đã hỗ trợ Demetrios và đã biến Persis trở thành một chư hầu của mình.
Mithridates I là vị vua Parthia đầu tiên sử dụng danh hiệu "Vua của các vị vua" của các bậc quân chủ của đế quốc Achaemenes cổ đại. Với những chiến công của mình, ông thường được so sánh với Cyrus Đại đế (tại vị 550–530 TCN), người đã sáng lập nên đế quốc Achaemenes. Mithridates I qua đời vào năm 132 TCN và được thừa kế bởi con trai ông là Phraates II.

## Tên gọi
Mithridates là phiên bản tiếng Hy Lạp của tên gọi Mihrdāt trong tiếng Iran, nghĩa là "được ban bởi Mithra", tên gọi của một vị thần mặt trời của người Iran cổ đại. Bản thân cái tên này có nguồn gốc từ Miθra-dāta- trong tiếng Iran cổ. Mithra là một nhân vật đáng chú ý trong các tài liệu Hỏa giáo, nơi ông được đề cập đến như là một vị thần bảo hộ của khvarenah, i.e. "vinh quang của đức vua". Mithra đóng một vai trò quan trọng dưới thời đế quốc Achaemenes của người Iran trước đó và tiếp tục phát triển trong suốt thời kỳ Seleukos Hy Lạp. Dưới thời kỳ Seleukos, Mithra thường được kết hợp với các vị thần Hy Lạp như Apollo và Helios, hoặc với vị thần Nabu của Babylon. Theo nhà sử học hiện đại Marek Jan Olbrycht, vai trò của Mithra đạt đến đỉnh cao dưới thời Parthia, "dường như là do cuộc đấu tranh của các tín đồ Hỏa giáo chống lại sự truyền bá của các tín ngưỡng ngoại lai dưới thời Hy Lạp hóa."

## Thân thế
Mithridates là con trai của Phriapatius, cháu nội đệ ruột của Arsaces I (tại vị 247–217 TCN). Mithridates có một số anh em, bao gồm Artabanus và người huynh trưởng là Phraates I, người đã lên ngôi nối nghiệp cha vào năm 176 TCN với tư cách là vua Parthia. Theo phong tục của người Parthia, ngai vị phải do cha truyền con nối. Tuy nhiên, Phraates I đã phá bỏ quy tắc truyền thống này và chỉ định em ruột của mình là Mithridates làm trữ quân. Theo nhà sử học La Mã ở thế kỷ thứ 2 Justinus, Phraates I đã đưa ra quyết định của mình sau khi nhận thấy năng lực hơn người của Mithridates.

## Trị vì
Vương quốc mà Mithridates kế thừa vào năm 171 TCN là một trong nhiều vương quốc tầm trung đã trỗi dậy cùng với sự suy tàn của Đế chế Seleukos hoặc đã xuất hiện trên biên giới của nó. Các vương quốc khác là Hy Lạp-Bactria, Cappadocia, Media Atropatene và Armenia. Lãnh thổ nằm dưới sự cai trị của Mithridates I bao gồm tỉnh Khorasan ngày nay, Hyrcania, miền bắc Iran và một phần phía nam của Turkmenistan ngày nay.

### Những cuộc chiến ở phía đông

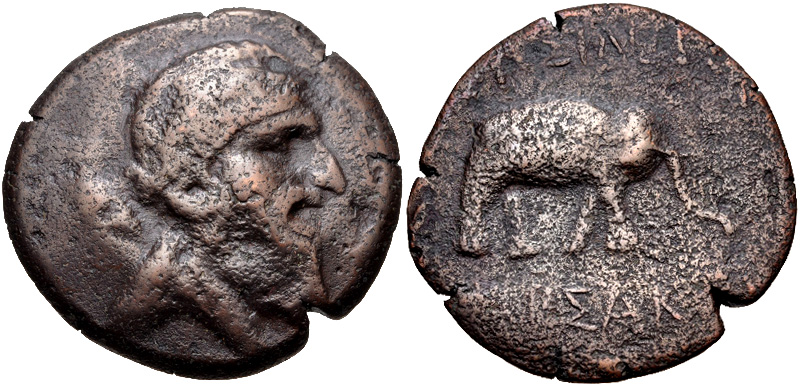
Đồng xu bằng đồng của Mithridates I với hình ảnh của một con voi ở mặt trái, có lẽ được dụng để kỷ niệm cuộc chinh phục Bactria.

Sau khi lên ngôi, ông đã đặt sự chú ý của mình vào vương quốc Hy Lạp-Bactria vốn đã bị suy yếu đáng kể sau những cuộc chiến với người Sogdiana, Drangiana và Ấn Độ láng giềng. Tại Bactria lúc bấy giờ, Eucratides I (tại vị 171–145 TCN) tiến hành chính biến phế truất Euthydemos I rồi tự lập mình lên làm vua. Việc Eucratides tiếm vị đã vấp phải sự phản đối, tỷ như việc người Aria làm phản, mà vốn có thể đã được Mithridates I hỗ trợ vì điều đó có lợi cho ông. Vào khoảng năm 163–155 TCN, Mithridates I đã tiến hành xâm lược các lãnh địa của Eucratides. Ông đã đánh bại người Hy Lạp-Bactria và chiếm giữ các xứ Aria, Margiana và miền tây Bactria. Căn cứ trên những ghi chép của các sử gia cổ đại là Justinus và Strabo, Eucratides đã trở thành một chư hầu của Parthia. Merv trở thành cứ điểm thống trị của người Parthia ở phía đông bắc. Một số đồng xu bằng đồng của Mithridates I có khắc họa hình ảnh một con voi ở mặt trái với dòng chữ khắc "của Đại vương, Arsaces." Người Hy Lạp-Bactria đã đúc các đồng tiền mang hình ảnh những con voi, điều này cho thấy rằng những đồng xu của Mithridates I khắc họa loài vật tương tự có lẽ đã được dùng để kỷ niệm cuộc chinh phục Bactria của ông.

### Những cuộc chiến ở phía tây

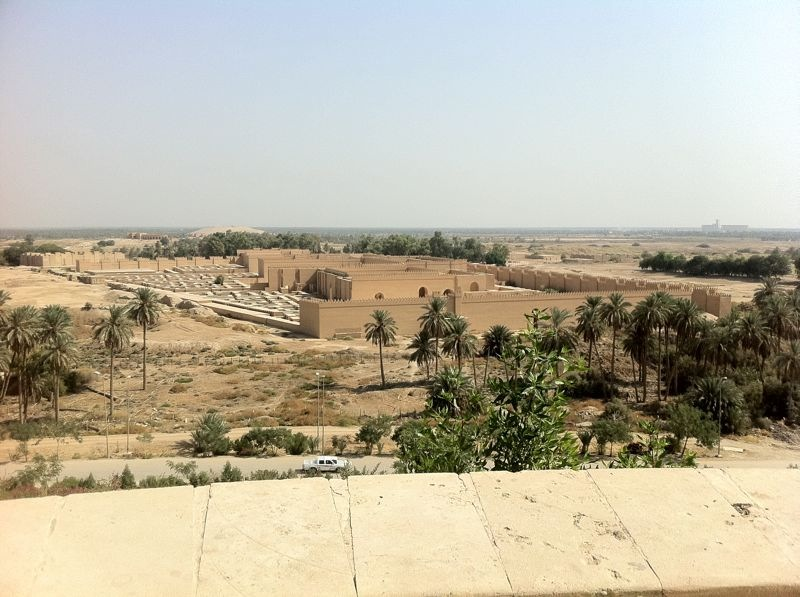
Toàn cảnh tàn tích của Babylon

Sau khi hoàn thành công cuộc chinh phục các vùng đất ở phía đông, Mithridates I chuyển mục tiêu của mình sang lãnh địa của nhà Seleukos. Vào khoảng năm 148 hoặc 147 TCN, ông đã tiến công xứ Media và chiếm được thủ phủ của nó là Ecbatana; vùng đất này vốn đã trở nên bất ổn kể từ khi người Seleukos dập tắt một cuộc nổi dậy do Timarchus phát động. Mithridates I sau đó đã chỉ định em trai mình là Bagasis làm tổng đốc địa phương. Tiếp nối thắng lợi này, người Parthia đã chinh phục Media Atropatene. Năm 141 TCN, Mithridates I đánh chiếm xứ Babylonia ở Lưỡng Hà và tại Seleukia, ông đã cho đúc tiền và cử hành nghi thức thụ phong. Tại đây, Mithridates I hình như đã đưa vào một cuộc diễu hành nhân dịp lễ hội mừng năm mới ở Babylon. Trong buổi diễu hành này, một bức tượng của Marduk, một vị thần Lưỡng Hà cổ, nắm tay nữ thần Ishtar sẽ được diễu hành dọc theo đường từ đền Esagila. Mithridates I không lâu sau đó đã rút về Hyrcania, trong khi quân đội của ông ở lại chinh phục hai vương quốc Elymais và Characene và công chiếm thành Susa. Vào thời điểm này, cương vực đế quốc Parthia đã mở rộng đến tận sông Ấn ở phía đông.

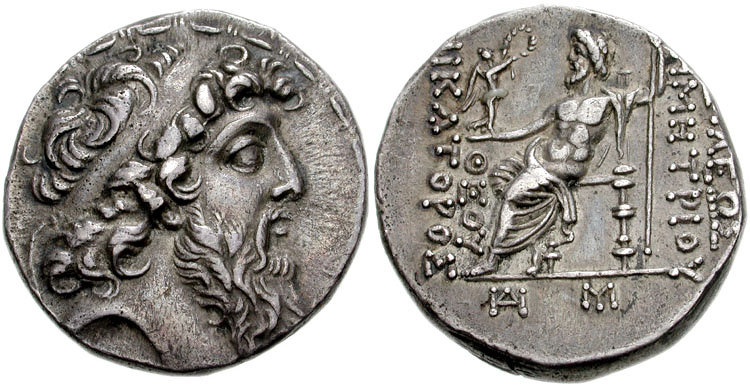
Đồng tetradrakhmon của Demetrios II Nikator, basileus của đế quốc Seleukos

Hecatompylos từng là kinh đô đầu tiên của đế quốc Parthia, nhưng Mithridates I đã cho thiết lập các dinh thự hoàng gia tại Seleucia, Ecbatana, Ctesiphon và thành phố mới thành lập của ông, Mithradatkert (Nisa), nơi các lăng mộ của các tiên vương nhà Arsaces được xây dựng và bảo trì. Thành Ecbatana, vốn trước đó từng là kinh đô mùa hè của đế quốc Achaemenes, cũng đã trở thành nơi ở chính vào mùa hè của hoàng gia Arsaces. Có thể cũng chính Mithridates I là người đã biến Ctesiphon trở thành kinh đô mới sau khi khuếch trương đế quốc. Vương quốc Seleukos lúc đó chưa thể lập tức tiến hành phản công do tướng Diodotus Tryphon phát động binh biến tại thủ đô Antiochia vào năm 142 TCN. Tuy nhiên, vào năm 140 TCN, cơ hội phản công cho nhà Seleukos cũng đã đến khi mà Mithridates I buộc phải đi đến phía đông để ngăn chặn cuộc xâm lược của người Saka.
Quốc vương Seleukos là Demetrios II Nikator ban đầu đã thành công tái chiếm được Babylonia, nhưng rồi quân đội Seleukos đã bị đánh bại  và bản thân Demetrios II cũng đã bị bắt và trở thành tù binh của đế quốc Parthia vào năm 138 TCN. Demetrios II đã bị đem đi diễu giữa phố cho những người Hy Lạp ở Media và Lưỡng Hà thấy. Mithridates I hy vọng thông qua việc này có thể khiến những thần dân Hy Lạp ở các vùng đất mới chiếm đóng chấp nhận sự cai trị của người Parthia. Sau đó, Mithridates I đã đưa Demetrios II đến giam lỏng tại một trong những cung điện của ông ở Hyrcania. Tại đây, Mithridates I đã đối đãi với Demetrios II đặc biệt hiếu khách, ông thậm chí còn đem con gái mình là Rhodogune gả cho Demetrios. Căn cứ theo lời của Justinus, Mithridates I đã có mưu đồ chiếm Syria, dự định sử dụng Demetrios II làm công cụ đối phó với tân vương Seleukos là Antiochos VII Sidetes (tại vị 138–129 TCN). Cuộc hôn nhân giữa Demetrios và Rhodogune trên thực tế là ý đồ của Mithridates I nhằm sáp nhập các vùng đất của người Seleukos vào vương quốc Parthia đang dần mở rộng. Tiếp đó, Mithridates I đã trừng phạt vương quốc Elymais vì họ đã viện trợ cho Demetrios II – ông lại một lần nữa dẫn quân đánh vào khu vực này và chiếm được hai thành trì trọng điểm.
Cũng trong thời gian đó, Mithridates I chiếm được vùng đất Persis ở tây nam Iran, phong Wadfradad II làm phó tổng đốc (frataraka) của nơi này. Mithridates I ban cho Wadfradad II nhiều quyền tự chủ hơn, rất có thể là bởi vì ông hy vọng có thể duy trì quan hệ tốt đẹp với Persis do đế quốc Parthia đang có xung đột liên tục với người Saka, vương quốc Seleukos và người Mesenia. Ông dường như cũng là quốc vương Parthia đầu tiên có ảnh hưởng đến nội bộ của Persis. Các đồng tiền do Wadfradad II đúc cho thấy sự ảnh hưởng từ các đồng tiền được đúc dưới thời Mithridates I. Mithridates I qua đời vào khoảng năm 132 TCN, vương vị do con trai ông là Phraates II kế thừa.

## Tiền đúc và hệ tư tưởng Đế quốc

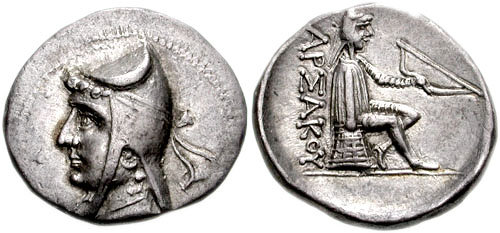
Đồng tiền thời sơ kỳ của Mithridates I. Mặt trái của đồng tiền là hình tượng một cung thủ đang ngồi, tay cầm cung, trong khi mặt trái là chân dung của Mithridates I đội mũ mềm (bashlyk)

Từ đầu thế kỷ 2 TCN, đế quốc Parthia đã bắt đầu thêm vào những tín hiệu rõ ràng trong hệ tư tưởng của họ, qua đó cường điệu hóa sự liên hệ giữa họ và di sản của đế quốc Achaemenes cổ đại. Ví dụ về những dấu hiệu này bao gồm một tuyên bố hư cấu rằng vị vua đầu tiên của Parthia, Arsaces I (r. 247–217 BC) là một hậu duệ của "Vua của các vị vua" nhà Achaemenes, Artaxerxes II (tại vị 404–358 TCN). Đế quốc Parthia cũng bắt đầu sử dụng những danh hiệu của quân chủ Achaemenes; Mithridates I là quân chủ đầu tiên của Parthia sử dụng danh hiệu "Vua của các vị vua" của nhà Achaemenes trước đây. Mặc dù Mithridates I là vị vua đầu tiên tái sử dụng danh hiệu này, trên thực tế, nó không được sử dụng phổ biến bởi các vị vua Parthia cho tới tận khi cháu ông, người đồng thời mang tên tương tự, là Mithridates II lên ngôi vào năm 109/8 TCN.

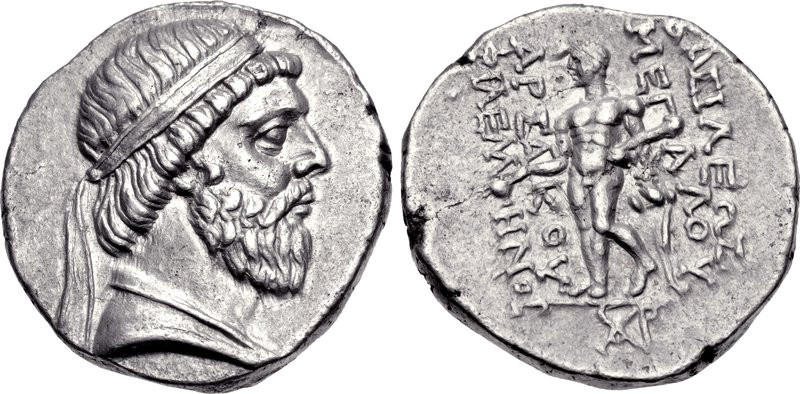
Chân dung Mithridates I trên mặt phải của một đồng tetradrakhmon, cho thấy ông để râu và đeo một vòng đeo hoàng gia Hy Lạp trên đầu. Mặt trái của đồng tiền là hình tượng Herakles-Verethragna, tay trái cầm cây gậy, tay phải thì cầm cái chén.

Các vị vua nhà Arsaces trước Mithridates I đều được mô tả là đang đội mũ mềm ở mặt phải tiền xu của họ. Loại mũ này có tên gọi là bashlyk, vốn trước đây cũng đã được các tổng trấn Achaemenes đội. Ở mặt trái của đồng xu là hình khắc một cung tiễn thủ đang ngồi, vận trang phục cưỡi ngựa của Iran. Những đồng tiền của Mithridates I thời sơ kỳ cũng thể hiện ông đang đội mũ mềm, trong khi những đồng tiền được đúc ở thời hậu kỳ lại miêu tả ông đeo một vòng đội đầu hoàng gia Hy Lạp. Mithridates I bởi vậy có được hình tượng của một quân chủ Hy Lạp hóa, nhưng vẫn giữ lại tập tục để râu truyền thống của người Iran, chứ không cạo nhẵn như các vị vua người Hy Lạp. Mithridates I tự xưng là Philhellene ("bạn của người Hy Lạp") trên những đồng tiền đúc của mình. Đây là một hành động chính trị được thực hiện nhằm thiết lập quan hệ hữu hảo với các thần dân Hy Lạp và nhằm hợp tác với giới tinh hoa Hy Lạp trong các vùng đất mà ông mới chinh phục. Trên mặt trái của các đồng tiền đúc sau này có hình người anh hùng Herakles, tay trái cầm cây gậy, tay phải thì cầm cái chén. Dưới thời đế quốc Parthia, người Iran sử dụng các hình tượng Hy Lạp hóa để khắc họa các nhân vật thần thánh của mình, do đó Herakles được coi là hiện thân của Verethragna trong thánh kinh Avesta.
Các danh hiệu khác mà Mithridates I sử dụng trên các tiền đúc của mình là "của Arsaces", sau được đổi thành "của Vua Arsaces" và cuối cùng là "của Đức vua vĩ đại Arsaces." Tên của vị vua đầu tiên của Parthia là Arsaces I đã trở thành một kính ngữ được các quốc vương nhà Arsaces sử dụng vì ngưỡng mộ những thành tựu mà ông đã đạt được. Một danh hiệu khác được Mithridates sử dụng trên tiền của mình là "có cha là thần", một danh hiệu về sau cũng được con trai ông, Phraates II, sử dụng.

## Thành tựu
Thành tựu lớn nhất trong sự nghiệp của Mithridates I là biến Parthia từ một tiểu quốc thành một thế lực chính trị lớn ở Phương Đông cổ đại. Lý do đằng sau những cuộc chinh phạt ở phía tây của ông dường như là vì muốn thực hiện kế hoạch chiếm hữu Syria để giúp người Parthia có thể tiếp cận Địa Trung Hải. Theo sử gia hiện đại Klaus Schippmann nhấn mạnh điều này, ông nói rằng "Chắc chắn, những chiến tích của Mithridates I không còn có thể phân loại một cách đơn giản như những cuộc đột kích với mục đích cướp bóc và chiếm lấy chiến lợi phẩm." Nhà Iran học Homa Katouzian đã so sánh Mithridates I với Cyrus Đại đế (tại vị 550–530 TCN), vua khai quốc Đế chế Achaemenes.

### Tác phẩm cổ đại
- Strabo, Geographica.
- Justin, Epitome of the Philippic History of Pompeius Trogus.

### Tác phẩm hiện đại
- Assar, Gholamreza F. (2009). "Artabanus of Trogus Pompeius' 41st Prologue". Electrum. Quyển 15. Kraków.
- Brown, Stuart C. (1997). "Ecbatana". Encyclopaedia Iranica, Vol. VIII, Fasc. 1. tr. 80–84.
- Bickerman, Elias J. (1983). "The Seleucid Period". Trong Yarshater, Ehsan (biên tập). The Cambridge History of Iran, Volume 3(1): The Seleucid, Parthian and Sasanian Periods. Cambridge: Nhà xuất bản Đại học Cambridge. tr. 3–20. ISBN 0-521-20092-X.
- Bivar, A.D.H. (1983). "The Political History of Iran under the Arsacids". Trong Yarshater, Ehsan (biên tập). The Cambridge History of Iran, Volume 3(1): The Seleucid, Parthian and Sasanian Periods. Cambridge: Nhà xuất bản Đại học Cambridge. tr. 21–99. ISBN 0-521-20092-X.
- Brosius, Maria (2006), The Persians: An Introduction, London & New York: Routledge, ISBN 0-415-32089-5
- Curtis, Vesta Sarkhosh; Stewart, Sarah, biên tập (2007), The Age of the Parthians, Ideas of Iran, vol. 2, London: I. B. Tauris
- Curtis, Vesta Sarkhosh (2007), "The Iranian Revival in the Parthian Period", trong Curtis, Vesta Sarkhosh and Sarah Stewart (biên tập), The Age of the Parthians: The Ideas of Iran, quyển 2, London & New York: I.B. Tauris & Co Ltd., in association with the London Middle East Institute at SOAS and the British Museum, tr. 7–25, ISBN 978-1-84511-406-0
- Curtis, Vesta Sarkhosh (2012). "Parthian coins: Kingship and Divine Glory". The Parthian Empire and its Religions. tr. 67–83. ISBN 9783940598134.
- Colledge, Malcolm A. R. (1977). Parthian art. Elek. tr. 1–200.
- Dąbrowa, Edward (2009). "Mithradates I and the Beginning of the Ruler-cult in Parthia". Electrum. Quyển 15. tr. 41–51.
- Dąbrowa, Edward (2010). "The Arsacids and their State". Quyển XI. tr. 21–52. {{Chú thích tạp chí}}: Chú thích magazine cần |magazine= (trợ giúp)
- Dąbrowa, Edward (2013). "The Parthian Aristocracy: its Social Position and Political Activity". Parthica. Quyển 15. tr. 53–62.
- Dąbrowa, Edward (2018). "Arsacid Dynastic Marriages". Electrum. Quyển 25. tr. 73–83. doi:10.4467/20800909EL.18.005.8925.
- Daryaee, Touraj (2012). The Oxford Handbook of Iranian History. Oxford University Press. tr. 1–432. ISBN 978-0-19-987575-7. Bản gốc lưu trữ ngày 1 tháng 1 năm 2019. Truy cập ngày 3 tháng 2 năm 2019.
- Daryaee, Touraj (2016). "From Terror to Tactical Usage: Elephants in the Partho-Sasanian Period". Trong Curtis, Vesta Sarkhosh; Pendleton, Elizabeth J.; Alram, Michael; Daryaee, Touraj (biên tập). The Parthian and Early Sasanian Empires: Adaptation and Expansion. Oxbow Books. ISBN 9781785702082.
- Frye, Richard Nelson (1984). The History of Ancient Iran. C.H.Beck. tr. 1–411. ISBN 9783406093975. false.
- Garthwaite, Gene Ralph (2005), The Persians, Oxford & Carlton: Blackwell Publishing, Ltd., ISBN 1-55786-860-3
- Invernizzi, Antonio. "Nisa". Encyclopaedia Iranica.
- Katouzian, Homa (2009), The Persians: Ancient, Medieval, and Modern Iran, New Haven & London: Yale University Press, ISBN 978-0-300-12118-6
- Kawami, Trudy S. (2013). "Parthian and Elymaean Rock Reliefs". Trong Potts, Daniel T. (biên tập). The Oxford Handbook of Ancient Iran. Oxford University Press. ISBN 978-0199733309.
- Kröger, Jens (1993). "Ctesiphon". Encyclopaedia Iranica, Vol. IV, Fasc. 4. tr. 446–448.
- Kennedy, David (1996), "Parthia and Rome: eastern perspectives", trong Kennedy, David L.; Braund, David (biên tập), The Roman Army in the East, Ann Arbor: Cushing Malloy Inc., Journal of Roman Archaeology: Supplementary Series Number Eighteen, tr. 67–90, ISBN 1-887829-18-0
- Hansman, John F. (1998). "Elymais". Encyclopaedia Iranica, Vol. VIII, Fasc. 4. tr. 373–376.
- Kia, Mehrdad (2016). The Persian Empire: A Historical Encyclopedia [2 volumes]: A Historical Encyclopedia. ABC-CLIO. ISBN 978-1610693912.
- Mathiesen, Hans Erik (1992). Sculpture in the Parthian Empire. Aarhus University Press. tr. 1–231. ISBN 9788772883113.
- Mayor, Adrienne (2009). The Poison King: The Life and Legend of Mithradates, Rome's Deadliest Enemy. Princeton University Press. tr. 1–448. ISBN 9780691150260.
- Nabel, Jake (2017). "The Seleucids Imprisoned: Arsacid-Roman Hostage Submission and Its Hellenistic Precedents". tr. 25–50. {{Chú thích tạp chí}}: Chú thích magazine cần |magazine= (trợ giúp)
- Olbrycht, Marek Jan (2010). "Mithradates I of Parthia and His Conquests up to 141 B.C." tr. 229–245. {{Chú thích tạp chí}}: Chú thích magazine cần |magazine= (trợ giúp)
- Olbrycht, Marek Jan (2016). "The Sacral Kingship of the early Arsacids I. Fire Cult and Kingly Glory". tr. 91–106. {{Chú thích tạp chí}}: Chú thích magazine cần |magazine= (trợ giúp)
- Pourshariati, Parvaneh (2008). Decline and Fall of the Sasanian Empire: The Sasanian-Parthian Confederacy and the Arab Conquest of Iran. London and New York: I.B. Tauris. ISBN 978-1-84511-645-3.
- Schippmann, K. (1986). "Arsacids ii. The Arsacid dynasty". Encyclopaedia Iranica, Vol. II, Fasc. 5. tr. 525–536.
- Schmitt, Rüdiger (2005). "Personal Names, Iranian iv. Parthian Period". Encyclopaedia Iranica.
- Sellwood, David (1983). "Minor States in Southern Iran". Trong Yarshater, Ehsan (biên tập). The Cambridge History of Iran, Volume 3(1): The Seleucid, Parthian and Sasanian Periods. Cambridge: Nhà xuất bản Đại học Cambridge. tr. 299–322. ISBN 0-521-20092-X.
- Shayegan, Rahim M. (2007), "On Demetrius II Nicator's Arsacid Captivity and Second Rule", Bulletin of the Asia Institute, 17: 83–103
- Shayegan, M. Rahim (2011). Arsacids and Sasanians: Political Ideology in Post-Hellenistic and Late Antique Persia. Cambridge University Press. tr. 1–539. ISBN 9780521766418.
- Sinisi, Fabrizio (2012). "The Coinage of the Parthians". Trong Metcalf, William E. (biên tập). The Oxford Handbook of Greek and Roman Coinage. Oxford University Press. ISBN 978-0195305746.
- Wiesehöfer, Josef (2000). "Frataraka". Encyclopaedia Iranica, Vol. X, Fasc. 2. tr. 195.